# St. Nicolas (Hérémence)

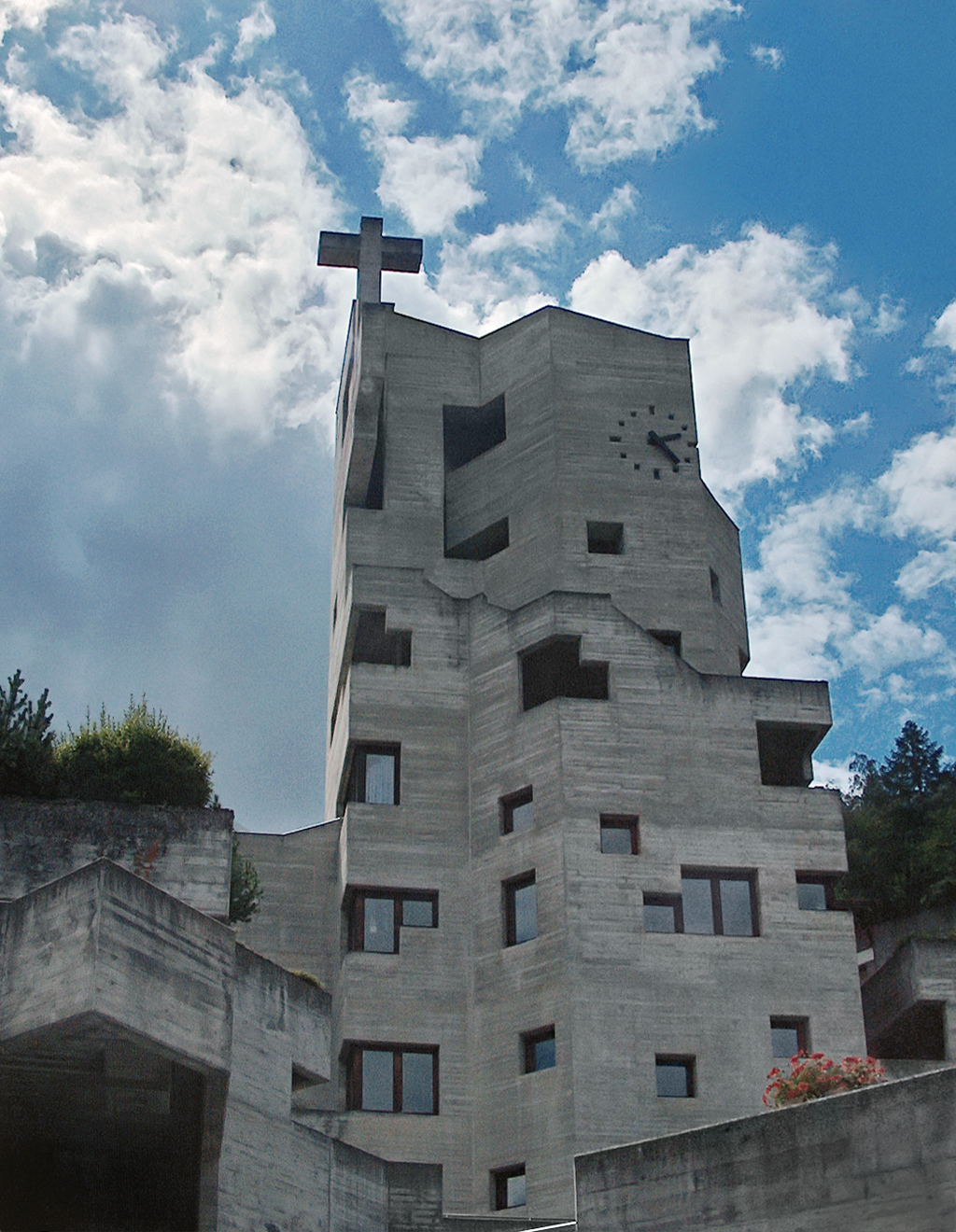
St. Nicolas

Die Kirche St. Nicolas ist ein im Stil des Brutalismus erbautes römisch-katholisches Gotteshaus in der Rue de l’Eglise im Bergdorf Hérémence (VS) in der Schweiz. Sie ist Nikolaus von Myra geweiht.

## Geschichte
Die Vorgängerkirche von Hérémence wurde 1946 durch ein Erdbeben stark beschädigt und wurde im Lauf der folgenden Jahre zu klein. Im Herbst 1967 wurde sie abgerissen.
Die heutige Kirche wurde nach einem zweistufigen Wettbewerbsverfahren von dem Architekten und Bildhauer Walter Maria Förderer entworfen und aus reinem Sichtbeton gebaut. Die Grundsteinlegung war am 22. September 1968, die Einweihung fand am 31. Oktober 1971 durch François-Nestor Adam statt.
Die typische Förderer-Kirche steht zwischen Dorfplatz und Dorfstrasse. Die Planung war eine architektonische Herausforderung: Die Differenz zwischen Dorfstrasse und Dorfplatz beträgt 17 Höhenmeter. Sie stellt zudem „ein Gebilde von hoher Zwecklosigkeit“ dar und ist so eine Gratwanderung zwischen Architektur und Skulptur. In den Gebäudekomplex integriert sind beim Dorfplatz ein Café sowie ein Supermarkt. Früher war an der Seite zur Dorfstrasse noch eine Post-Filiale untergebracht.

## Baukörper
Der Architekt liess sich von der umgebenden Landschaft leiten. Er entwarf einen polygonalen Grundriss mit verschachtelter Volumetrik und indirekter Lichtführung. Eine halbkreisförmige Anordnung der Kirchenbänke macht es den Gottesdienstbesuchern möglich, sich nahe um den Volksaltar zu versammeln. Der 22 m hohe Raum bietet 500 Sitzplätze. Die Turmhöhe beträgt 37 m.

## Glocken
Der wuchtig gebaute Kirchturm beherbergt ein repräsentatives Glockengeläut aus sieben Glocken. Sechs davon wurden von der Glockengiesserei Eschmann gefertigt und am 6. September 1970 geweiht. Die kleinste Glocke stammt von einem unbekannten Giesser aus historischer Zeit. Bemerkenswert an der Glockendisposition ist, dass die Glocken fünf und sieben den gleichen Schlagton aufweisen, obwohl sie in Gewicht und Form unterschiedlich sind.
| Glocke | Name                  | Masse   | Schlagton |
| ------ | --------------------- | ------- | --------- |
| 1      | St. Nicolas           | 3000 kg | h0        |
| 2      | Notre-Dame            | 1800 kg | d1        |
| 3      | St. Antoine           | 900 kg  | fis1      |
| 4      | Angelica              | 540 kg  | a1        |
| 5      | St. Marius & St. Jean | 380 kg  | h1        |
| 6      | St. Simon             | 230 kg  | d2        |
| 7      | La Doyenne            | 200 kg  | h1        |